# Chiesa di San Carlo al Corso (Noto)

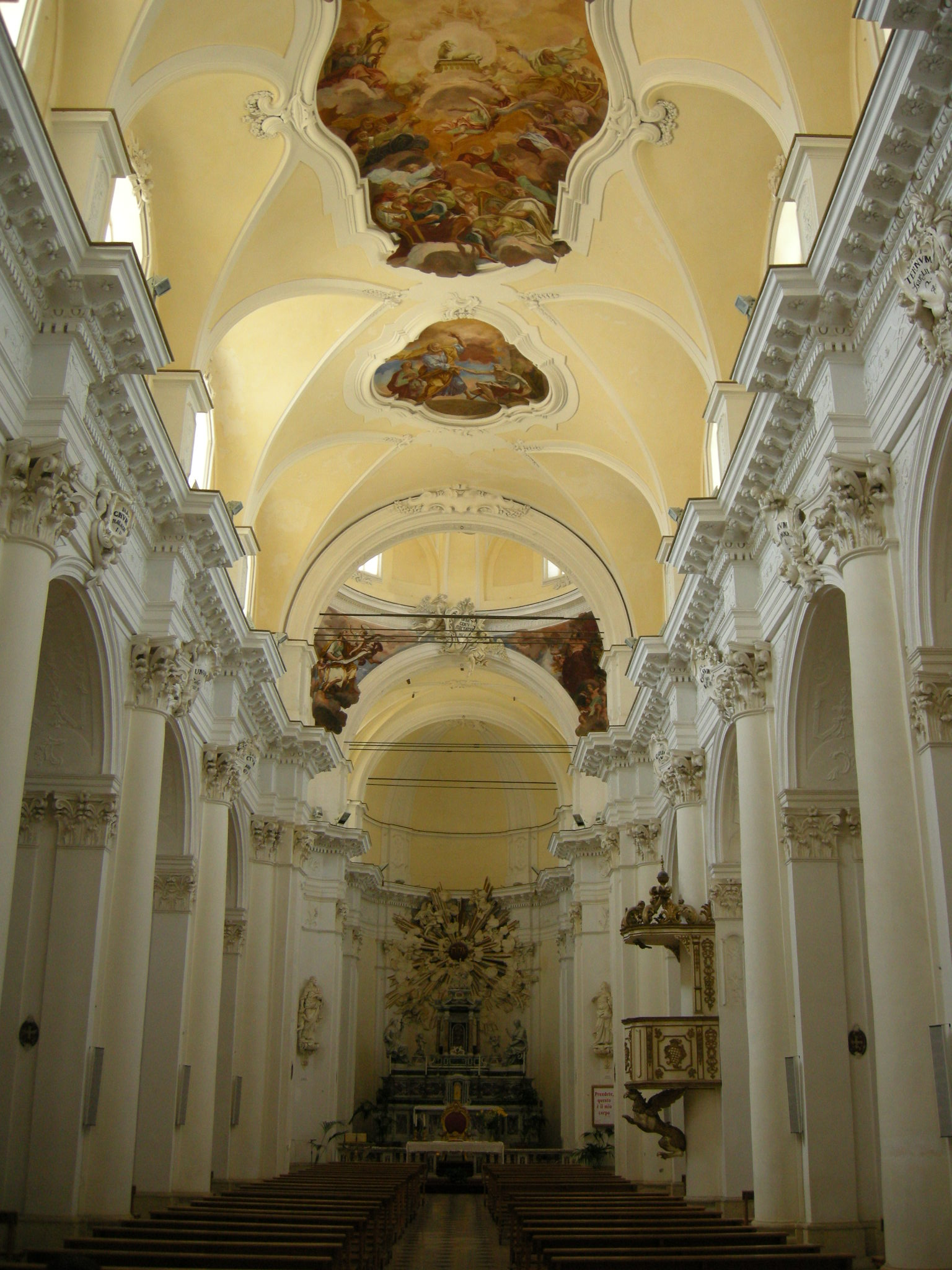
Interno

La chiesa di San Carlo al Corso, dedicata a San Carlo Borromeo, è la chiesa della antica residenza dei Gesuiti di Noto.
Edificata a partire dal 1730 probabilmente su progetto di Rosario Gagliardi, la chiesa è a pianta longitudinale, con tre navate coperte da una volta a botte e scandite da semicolonne. La concavità dell'abside è richiamata, nei pressi del portale, da un corrispondente atrio curvilineo.
La facciata, a tre livelli, è caratterizzata dall'uso di colonne libere e dal caratteristico andamento mistilineo-convesso. Il materiale da costruzione è la dorata calcarenite locale.
La campana e l'altar maggiore provengono dalla chiesa dei Gesuiti della Noto Antica, distrutta nel terribile terremoto del Val di Noto del 1693.